# Saturnia mendocino
Espèce
Saturnia mendocino est une espèce d'insectes lépidoptères (papillons) de la famille des Saturniidae, de la sous-famille des Saturniinae et du genre Saturnia ; elle est placée dans le sous-genre Calosaturnia.
Saturnia (Calosaturnia) mendocino est originaire du nord de la Californie, aux États-Unis.